# Championnat de Belgique de football de troisième division 1952-1953
Navigation
saison précédente saison suivante
Le Championnat de Belgique de football D3 1952-1953 est la vingtième-quatrième édition du championnat de Division 3 belge. C'est la première fois que la dénomination « Division 3 » est employée officiellement.
Le champion de chaque série est promu en Division 2 tandis que les deux derniers classés de chaque série sont reléguész en Promotion.
Pour cette « inauguration », les deux champions sont des clubs ayant évolué précédemment dans la plus haute division belge: Tubantia et Uccle Sport.

## Changement d'appellation
Reconnu « Société Royale », le FC Turnhout (matricule 148) adopte la dénomination de Koninklijke Football Club Turnhout (matricule 148).

## Participants 1952-1953
32 clubs prennent part à cette compétition. C'est 32 de moins que lors du championnat précédent. Cette diminution fait suite à la grande réforme appliquée par l'URBSFA, à la fin de la saison précédente.
Les clubs dont le matricule est indiqué en gras existent encore lors de la saison 2012-2013.

### Localisations Série A
| \| Liège · R. FC Sérésien · + · AS Herstalienne FC Turnhout FC Herentals Mol Sport Tubantia Merksem Rupel SK V. Tienen Winterslag Helzold Patro Eisden Tongres Patria FC Waremme Liège Herve \| Localisation des clubs engagés en Division 3A 1952-1953 |
| Liège · R. FC Sérésien · + · AS Herstalienne FC Turnhout FC Herentals Mol Sport Tubantia Merksem Rupel SK V. Tienen Winterslag Helzold Patro Eisden Tongres Patria FC Waremme Liège Herve                                                               |

### Participants Série A
| #  | Nom                                                       | Mat. | Ville      | Stades          | En D3 depuis    | Total en D3 | Province               |
| -- | --------------------------------------------------------- | ---- | ---------- | --------------- | --------------- | ----------- | ---------------------- |
| 1  | Royal Football Club Sérésien                              | 17   | Seraing    | stade du Pairay | 1952-1953 (1re) | 6 saisons   | 14e Division 1-Série B |
| 2  | Koninklike Tongerse Sportvereniging Cercle                | 54   | Tongres    | ??              | 1952-1953 (1re) | 11 saisons  | 13e Division 1-Série B |
| 3  | Association Sportive Herstalienne Société Royale          | 82   | Herstal    | ??              | 1952-1953 (1re) | 16 saisons  | 12e Division 1-Série B |
| 4  | Koninklijke Football Club Herentals                       | 97   | Herentals  | ??              | 1952-1953 (1re) | 9 saisons   | 10e Division 1-Série B |
| 5  | Koninklijke Football Club Turnhout                        | 148  | Turnhout   | Villapark       | 1952-1953 (1re) | 1 saison    | 9e Division 1-Série B  |
| 6  | Football Club Helzold                                     | 1488 | Helzold    | ??              | 1952-1953 (1re) | 2 saisons   | 11e Division 1-Série B |
| 7  | Rupel Sportkring                                          | 2138 | Boom       | ??              | 1952-1953 (1re) | 5 saisons   | 14e Division 1-Série A |
| 8  | Royal Herve Football Club                                 | 32   | Herve      | ??              | 1947-1948 (6e)  | 6 saisons   | 5e Promotion-Série D   |
| 9  | Koninklijke Tubantia Football Club                        | 64   | Borgerhout | Rievierenhof    | 1951-1952 (2e)  | 6 saisons   | 1er Promotion-Série C  |
| 10 | Koninklijke Patria Football Club Tongeren                 | 71   | Tongres    | ??              | 1936-1937 (14e) | 18 saisons  | 1er Promotion-Série D  |
| 11 | Royal Stade Waremmien Football Club                       | 190  | Waremme    | ??              | 1949-1950 (4e)  | 15 saisons  | 3e Promotion-Série C   |
| 12 | Football Club Winterslag                                  | 322  | Winterslag | Nordlaanstadion | 1950-1951 (3e)  | 8 saisons   | 2e Promotion-Série D   |
| 13 | Koninklijke Oude-Leerlingen St-Eduardus Merksem Sportclub | 544  | Merksem    | ??              | 1951-1952 (2e)  | 4 saisons   | 2e Promotion-Série C   |
| 14 | Koninklijke Mol Sport                                     | 852  | Mol        | ??              | 1948-1949 (5e)  | 6 saisons   | 4e Promotion-Série D   |
| 15 | Voorwaarts Tienen                                         | 3229 | Tirlemont  | ??              | 1951-1952 (2e)  | 3 saisons   | 4e Promotion-Série C   |
| 16 | Patro Eisden                                              | 3434 | Eisden     | ??              | 1950-1951 (3e)  | 3 saisons   | 3e Promotion-Série D   |

### Série B
| #  | Nom                                            | Mat. | Ville       | Stades                   | En D3 depuis    | Total en D3 | Province               |
| -- | ---------------------------------------------- | ---- | ----------- | ------------------------ | --------------- | ----------- | ---------------------- |
| 1  | Royal Cercle Sportif Brugeois                  | 12   | Bruges      | stade E. De Smedt        | 1946-1947 (1re) | 1 saison    | 15e Division1-Série A  |
| 2  | Royal Uccle Sport                              | 15   | Uccle       | chaussée de Neerstalle   | 1952-1953 (1re) | 1 saison    | 9e Division 1-Série A  |
| 3  | Royal Albert Elisabeth Club Mons               | 44   | Mons        | stade Ch. Tondreau       | 1952-1953 (1re) | 21 saisons  | 11e Division 1-Série A |
| 4  | Koninklijke Athletische Vereniging Dendermonde | 57   | Termonde    | ??                       | 1952-1953 (1re) | 15 saisons  | 12e Division 1-Série A |
| 5  | Koninklijke Football Club Vigor Hamme          | 211  | Hamme       | ??                       | 1952-1953 (1re) | 3 saisons   | 10e Division 1-Série A |
| 6  | Koninklijke Daring Club Leuven                 | 223  | Kessel-Lo   | ??                       | 1952-1953 (1re) | 15 saisons  | 15e Division 1-Série B |
| 7  | Football Club Izegem                           | 935  | Izegem      | ??                       | 1952-1953 (1re) | 6 saisons   | 13e Division 1-Série A |
| 8  | Royal Racing Club Tournaisien                  | 36   | Tournai     | Drève de Maire           | 1949-1950 (4e)  | 17 saisons  | 1er Promotion-Série B  |
| 9  | Koninklijke Vanneste Genootschap Oostende      | 31   | Ostende     | ??                       | 1951-1952 (2e)  | 15 saisons  | 4e Promotion-Série B   |
| 10 | Royal Club Sportif Schaerbeek                  | 55   | Schaerbeek  | Parc Josaphat            | 1947-1948 (6e)  | 10 saisons  | 2e Promotion-Série B   |
| 11 | Royale Union Sportive Halloise                 | 87   | Hal         | ??                       | 1937-1938 (13e) | 13 saisons  | 2e Promotion-Série A   |
| 12 | Koninklijke Sportclub Eendracht Aalst          | 90   | Alost       | Bredestraat              | 1951-1952 (2e)  | 5 saisons   | 3e Promotion-Série B   |
| 13 | Royale Association Athlétique Louviéroise      | 93   | La Louvière | ??                       | 1937-1938 (13e) | 13 saisons  | 4e Promotion-Série A   |
| 14 | Union Royale Namur                             | 156  | Namur       | stade des Champs-Elysées | 1950-1951 (3e)  | 15 saisons  | 1er Promotion-Série A  |
| 15 | Royal Sporting Club Boussu-Bois                | 167  | Boussu      | ??                       | 1948-1949 (5e)  | 6 saisons   | 3e Promotion-Série A   |
| 16 | Sportkring Beveren-Waas                        | 2300 | Beveren     | Freethiel                | 1949-1950 (4e)  | 4 saisons   | 5e Promotion-Série B   |

### Localisations Série B
| \| VG Oostende CS Brugeois Izegem Beveren Hamme Termonde Aalst Schaerbeek Uccle Sp. DC Louvain U. Halloise RC Tournai Boussu Mons La Louv. UR Namur \| Localisation des clubs engagés en Division 3B 1952-1953 |
| VG Oostende CS Brugeois Izegem Beveren Hamme Termonde Aalst Schaerbeek Uccle Sp. DC Louvain U. Halloise RC Tournai Boussu Mons La Louv. UR Namur                                                               |

## Résultats et Classements
- Le nom des clubs est celui employé à l'époque

Légende
- Clubs champions et promus en Division 2 la saison suivante
- Clubs relégués en Promotion la saison suivante

Abréviations
 : club relégué de « Division 1 » (D2) depuis la saison précédente

### Classement - Série A
| Rang | Équipe                | Pts | J  | G  | N  | P  | Bp | Bc | Diff |
| ---- | --------------------- | --- | -- | -- | -- | -- | -- | -- | ---- |
| 1    | K. TUBANTIA FC        | 42  | 30 | 17 | 8  | 5  | 59 | 35 | +24  |
| 2    | AS Herstalienne SR    | 41  | 30 | 16 | 9  | 5  | 59 | 26 | +33  |
| 3    | K. Tongerse SV Cercle | 38  | 30 | 16 | 6  | 8  | 55 | 38 | +17  |
| 4    | K. FC Turnhout        | 37  | 30 | 15 | 7  | 8  | 72 | 48 | +24  |
| 5    | R. FC Sérésien        | 31  | 30 | 12 | 7  | 11 | 62 | 54 | +8   |
| 6    | K. FC Herentals       | 31  | 30 | 12 | 7  | 11 | 49 | 44 | +5   |
| 7    | Rupel SK              | 31  | 30 | 12 | 7  | 11 | 35 | 41 | -6   |
| 8    | Patro Eisden          | 29  | 30 | 13 | 3  | 14 | 50 | 54 | -4   |
| 9    | R. Stade Waremmien FC | 28  | 30 | 9  | 10 | 11 | 46 | 49 | -3   |
| 10   | Voorwaarts Tienen     | 28  | 30 | 11 | 6  | 13 | 49 | 59 | -10  |
| 11   | K. OLSE Merksem SC    | 27  | 30 | 11 | 5  | 14 | 53 | 59 | -6   |
| 12   | R. Herve FC           | 26  | 30 | 8  | 10 | 12 | 54 | 70 | -16  |
| 13   | K. Patria FC Tongeren | 25  | 30 | 9  | 7  | 14 | 64 | 72 | -8   |
| 14   | FC Winterslag         | 23  | 30 | 7  | 9  | 14 | 41 | 63 | -22  |
| 15   | FC Helzold            | 23  | 30 | 9  | 5  | 16 | 49 | 61 | -12  |
| 16   | K. Mol Sport          | 20  | 30 | 6  | 8  | 16 | 44 | 68 | -24  |

### Classement - Série B
| Rang | Équipe                | Pts | J  | G  | N  | P  | Bp | Bc | Diff |
| ---- | --------------------- | --- | -- | -- | -- | -- | -- | -- | ---- |
| 1    | R. UCCLE SPORT        | 41  | 30 | 15 | 11 | 4  | 78 | 28 | +50  |
| 2    | K. AV Dendermonde     | 41  | 30 | 17 | 7  | 6  | 70 | 34 | +36  |
| 3    | K. FC Izegem          | 37  | 30 | 16 | 5  | 9  | 70 | 60 | +10  |
| 4    | SK Beveren-Waas       | 34  | 30 | 13 | 8  | 9  | 65 | 53 | +12  |
| 5    | R. RC Tournaisien     | 32  | 30 | 11 | 10 | 9  | 46 | 35 | +11  |
| 6    | R. AEC Mons           | 32  | 30 | 12 | 8  | 10 | 53 | 47 | +6   |
| 7    | K. SC Eendracht Aalst | 32  | 30 | 13 | 6  | 11 | 52 | 48 | +4   |
| 8    | R. CS Brugeois        | 32  | 30 | 14 | 4  | 12 | 53 | 48 | +5   |
| 9    | R. SC Boussu-Bois     | 30  | 30 | 10 | 10 | 10 | 41 | 53 | -12  |
| 10   | R. CS Schaerbeek      | 29  | 30 | 11 | 7  | 12 | 53 | 54 | -1   |
| 11   | K. VG Oostende        | 27  | 30 | 10 | 7  | 13 | 44 | 61 | -17  |
| 12   | K. Daring Club Leuven | 26  | 30 | 9  | 8  | 13 | 48 | 66 | -18  |
| 13   | K. FC Vigor Hamme     | 25  | 30 | 9  | 7  | 14 | 47 | 57 | -10  |
| 14   | Union Royale Namur    | 25  | 30 | 10 | 5  | 15 | 50 | 59 | -9   |
| 15   | R. AA La Louvière     | 21  | 30 | 6  | 9  | 15 | 34 | 47 | -13  |
| 16   | R. Union Halloise     | 16  | 30 | 6  | 4  | 20 | 32 | 86 | -54  |

## Résumé de la saison
- Champion 3A: K. Tubantia FC (4e titre en D3)
- Champion 3B: R. Uccle Sport (1er titre en D3)

Dix-septième titre de D3 pour la Province d'Anvers
Douzième titre de D3 pour la Province de Brabant
| Région flamande (18)            | Région flamande (18) | Province de Brabant (5)      | Province de Brabant (5) | Région wallonne (9)    | Région wallonne (9) |
| ------------------------------- | -------------------- | ---------------------------- | ----------------------- | ---------------------- | ------------------- |
| Province d'Anvers               | 6                    | Région de Bruxelles-Capitale | 2                       | Province de Hainaut    | 4                   |
| Province de Flandre-Occidentale | 3                    | Province du Brabant flamand  | 3                       | Province de Liège      | 4                   |
| Province de Flandre-Orientale   | 4                    | Province du Brabant wallon   | 0                       | Province de Luxembourg | 0                   |
| Province de Limbourg            | 5                    |                              |                         | Province de Namur      | 1                   |

1. ↑  Au niveau footballistique, la province de Brabant est toujours unitaire malgré sa partition territoriale en 1995.

### Admission / Relégation
K. Tubantia FC et R. Uccle Sport sont promus en Division 2, où ils remplacent les deux relégués: le R. FC Renaisien et le R. Stade Louvaniste.
L'Union Halloise, Helzold, l'AA Louviéroise et Mol Sport sont renvoyés en Promotion, d'où sont promus La Forestoise, l'Excelsior AC St-Niklaas, le SRU Verviers et Willebroek.

## Débuts en Division 3
Trois clubs qui jusqu'à présent n'avait joué en séries nationales que dans les deux plus hauts niveaux du football belge, prestent leur première saison au 3e niveau. Ils portent le nombre de cercles différents ayant évolué en « D3 » à 203 clubs.
- K. FC Turnhout est le 38e club anversois différent à évoluer en D3.
- R. Uccle Sport est le 31e club brabançon différent à évoluer en D3.
- R. CS Brugeois est le 18e club flandrien occidental différent à évoluer en D3.